# 1689.
◄ | 16. stoljeće | 17. stoljeće | 18. stoljeće | ►
◄ | 1650-ih | 1660-ih | 1670-ih | 1680-ih | 1690-ih | 1700-ih | 1710-ih | ►
◄◄ | ◄ | 1686. | 1687. | 1688. | 1689. | 1690. | 1691. | 1692. | ► | ►►
Arhitektura • Astronomija • Biologija • Glazba • Kazalište • Kemija • Kiparstvo • Knjige • Književnost • Kršćanstvo • Medicina • Politika • Pravo • Promet • Slikarstvo • Znanost

## Događaji
- 12. ožujka 1689. Bitka kod Požege (razbijena osmanska vojska na padinama brda Sokolovca kod Požege).

## Vanjske poveznice
|  | Zajednički poslužitelj ima još gradiva o temi 1689. |